# Округ Калахан (Тексас)
Округ Калахан (енгл. Callahan County) је округ у америчкој савезној држави Тексас. По попису из 2010. године број становника је 13.544.

## Демографија
Према попису становништва из 2010. у округу је живело 13.544 становника, што је 639 (5,0%) становника више него 2000. године.
| Група             | 2000.          | 2010.          |
| Белци             | 11.822 (91,6%) | 12.065 (89,1%) |
| Афроамериканци    | 29 (0,2%)      | 141 (1,0%)     |
| Азијати           | 34 (0,3%)      | 57 (0,4%)      |
| Хиспаноамериканци | 812 (6,3%)     | 1.025 (7,6%)   |
| Укупно            | 12.905         | 13.544         |